# Green on Red
Green on Red was een Amerikaanse rockband die voortkwam uit het Tucson-punkcircuit, maar het grootste deel van zijn bestaan in Los Angeles was gevestigd, waar het losjes was verbonden met de Paisley Underground. Hun vroege opnamen hebben het uitgestrekte psychedelische geluid van vroege stonerrock met af en toe een popgeluid, verzacht door de minder ongekunstelde stem van zanger Dan Stuart. In latere opnamen klonken ze soms als een ietwat gebroken Amerikaanse versie van The Rolling Stones. Vanuit het perspectief van vandaag wordt Green on Red beschouwd als een klassieker van het alternatieve land van de jaren 1980 en een van de meest onderschatte Amerikaanse bands.

## Bezetting
- Alex MacNicol (drums)
- Chris Cacavas (keyboards)
- Chuck Prophet (zang, gitaar)
- Dan Stuart (zang, gitaar)
- Jack Waterson (basgitaar)
- Keith Mitchell (drums)
- Van Christian (drums)

## Geschiedenis
De band werd in 1979 opgericht als The Serfers, bestaande uit Dan Stuart (zang, gitaar), Jack Waterson (bas), Van Christian (drums, later met Naked Prey) en Sean Nagore (keyboards), die al snel werd vervangen door Chris Cacavas. In de zomer van 1980 verhuisden The Serfers naar Los Angeles en veranderden hun naam (naar een van hun nummers) in Green on Red, zoals Stuart in een interview in 2006 uitlegde tijdens een optreden in het WDR Rockpalast, om niet als een surfband van het daar aanwezige punkcircuit te worden aangezien. Van Christian keerde terug naar Tucson, formeerde de Naked Prey-groep en werd vervangen door Alex MacNicol, die eerder met Lydia Lunch had gewerkt.
De band bracht de ep Two Bibles uit van rood vinyl. De eerste plaat, die meer wijdverbreid werd, was een ep die in 1982 werd uitgebracht, die Dream Syndicate-bandleider Steve Wynn bij zijn eigen label Down There Records uitbracht. Green on Red volgde Dream Syndicate naar Slash Records, waar hun album Gravity Talks in het najaar van 1983 uitkwam. De in San Francisco geboren gitarist Chuck Prophet werkte vanaf het album Gas Food Lodging (1985, Enigma) mee en drummer Alex MacNicol werd vervangen door Keith Mitchell (later met Opal en Mazzy Star). In hetzelfde jaar brachten Dan Stuart en Steve Wynn The Lost Weekend (A&M Records) uit als Danny and Dusty. Green On Red tekende vervolgens een contract bij het grote label Phonogram Records/Mercury Records, waar de ep No Free Lunch en het album The Killer Inside Me werden uitgebracht, geproduceerd door Jim Dickinson en opgenomen in de Ardent Studios in Memphis (Tennessee). De band ging daarna uit elkaar en Chris Cacavas begon een solocarrière.
Toen het album Here Comes the Snake in 1989 uitkwam, bestond Green on Red alleen uit Dan Stuart en Chuck Prophet, aangevuld met gastmuzikanten. Ze toerden door Europa, voordat het album werd uitgebracht door het onafhankelijke label Rough Trade Records. Er volgden nog drie albums, voordat Stuart en Prophet hun samenwerking beëindigden na het album Too Much Fun. Stuart keerde de muziekbusiness de rug toe, terwijl Chuck Prophet een carrière als soloartiest en semi-prominente begeleider op gang bracht. In september 2005 werd de band opnieuw geformeerd in de bezetting van hun gouden jaren (Stuart, Cacavas, Prophet en Waterson), met Jim Bogios ter vervanging van de inmiddels overleden MacNicol, en trad op tijdens de vieringen van het Hotel Congress in Tucsons 20e verjaardag, waar ook een live-cd werd opgenomen. Dit werd gevolgd door een optreden in Londen op 10 januari 2006, naar verluidt om de geannuleerde Europese tournee uit 1987 te voltooien. Verdere optredens volgden, waaronder een concert op 7 september 2006 in Bonn's Harmonie, dat werd opgenomen voor televisie als onderdeel van de WDR-Rockpalast.
Het Danny & Dusty-project ging ook door. Dan Stuart en Steve Wynn, dit keer vergezeld van Johnny Hott, Bob Rupe, opnieuw met Stephen McCarthy, die er was voor de eerste editie en J.D. Foster bracht Cast Iron Soul uit bij Blue Iron Records. Dit werd gevolgd door de live dubbel cd en dvd Here’s to you, Max Morlock. Live in Nuremberg.

## Discografie
- ????: Two Bibles (ep, Green on Red)
- 1982: Green on Red (ep, Down There)
- 1983: Gravity Talks (Slash)
- 1985: Gas Food Lodging (Enigma)
- 1985: No Free Lunch (ep, Mercury Records)
- 1987: The Killer Inside Me (Mercury Records)
- 1989: Here Come the Snakes (Rough Trade/China Records UK, Mercury US)
- 1989: This Time Around (Mercury Records)
- 1991: Scapegoats (China)
- 1992: Too Much Fun (Off Beat)
- 1994: Best of (China)
- 2006: Valley Fever-Live at the Rialto Tucson, AZ (live-cd en dvd), Blue Rose